# Rebecca Mwangi
Rebecca Mwangi (15 giugno 2001) è una mezzofondista keniota.

## Biografia
Nel 2024 ha vinto la medaglia d'argento nei 10000 m piani ai campionati africani; nella medesima edizione della manifestazione ha inoltre conquistato anche un quarto posto nei 5000 m piani.

## Palmarès
| Anno | Manifestazione      | Sede   | Evento        | Risultato | Prestazione | Note |
| ---- | ------------------- | ------ | ------------- | --------- | ----------- | ---- |
| 2024 | Campionati africani | Douala | 5000 m piani  | 4ª        | 15'46"05    |      |
| 2024 | Campionati africani | Douala | 10000 m piani | Argento   | 36'59"69    |      |

## Campionati nazionali
2024
- 13ª ai campionati kenioti di corsa campestre - 33'46"

2025
- Bronzo ai campionati kenioti, 10000 m piani - 32'22"85
- Oro ai campionati kenioti, 5000 m piani - 15'39"78
- 21ª ai campionati kenioti di corsa campestre - 37'16"

## Altre competizioni internazionali
2022
- 9ª al Prefontaine Classic ( Eugene), 5000 m piani - 15'35"98